# Cattedrale di Nostra Signora di Ljeviš
La cattedrale di Nostra Signora di Ljeviš (in serbo: Богородица Љевишка) è una costruzione del XIV secolo appartenente alla Chiesa ortodossa serba, situata nella città di Prizren in Kosovo. Fu fatta erigere da Stefano Uroš II Milutin, re di Serbia, sulle fondazioni di una basilica bizantina del XII secolo. Tra gli affreschi trecenteschi figurano i ritratti di Milutin e altri membri della dinastia Nemaniade tra cui San Sava, patrono di Serbia. Sotto la dominazione ottomana fu trasformata in moschea, per essere nuovamente convertita in chiesa ortodossa agli inizi del XX secolo.
Il 31 luglio 2006 venne inserito nell'elenco dei patrimoni dell'umanità dell'UNESCO come estensione del Monastero di Dečani, già inserito nella lista due anni prima.
Fra il giugno del 1999 e la metà del 2002 la chiesa restò sotto la protezione dei soldati della KFOR. Il 17 marzo 2004 venne seriamente danneggiata da alcuni estremisti albanesi durante una campagna di violenza contro la minoranza serba in Kosovo. Un gruppo di esperti patrocinato dal Consiglio d'Europa ha visitato più volte il sito della cattedrale per valutare l'entità dei danni, la cui riparazione non risulta tuttora ultimata.